# Ipiranga (Imbé)
Ipiranga é uma praia do município de Imbé, no estado do Rio Grande do Sul, no Brasil.

## Etimologia
"Ipiranga" é uma palavra de origem tupi que significa "rio vermelho", através da junção dos termos  'y  (rio) e pyrang (vermelho).

## Descrição
É um dos balneários que compõem a orla marítima de Imbé, município que faz divisa pelo litoral com Osório ao norte, e com Tramandaí ao sul, e que tem, como vias de acesso, a RS-389, conhecida como Estrada do Mar, e a BR-290, para quem vem de Porto Alegre e região metropolitana.
Destaque para a Avenida Paraguassú, que atravessa todo o balneário e, em cujas margens, há vários estabelecimentos comerciais que servem à população fixa e à flutuante desta praia.
Comparando-se distâncias deste balneário com as capitais mais próximas e tomando-se como ponto de partida a sede de Imbé, a distância é de 130 quilômetros de Porto Alegre e 348 quilômetros de Florianópolis.